# Final de la Copa de Campeones de Europa 1980-81
La final de la Copa de Campeones de Europa 1980-81 fue un partido de fútbol jugado en París, Francia, el 27 de mayo de 1981 entre el Liverpool y el Real Madrid. Disputado en el estadio Parque de los Príncipes, definió al ganador de la 26.º versión de la principal competencia europea de clubes. Para el Liverpool, esta era la tercera vez en su historia que llegaba al encuentro definitorio tras ganar en 1976–77 y 1977-78, mientras que el Real Madrid alcanzaba esta instancia por novena vez, con seis triunfos y dos subcampeonatos en su haber.
Con 48 360 espectadores en el estadio, la primera mitad del partido acabó sin goles. En el segundo tiempo, Liverpool tomó la delantera con anotación de Alan Kennedy a los 82 minutos, ventaja que resultó definitiva y aseguró su tercer campeonato y el quinto consecutivo para los equipos ingleses. Con este triunfo, Bob Paisley se transformó en el primer técnico en conseguir tres veces el torneo.

## Camino a la final

### Liverpool
Liverpool ingresó a la competencia tras ganar la First Division durante la temporada 1979-80. En primera ronda enfrentó al Oulun Palloseura, campeón de la liga finlandesa y que tenía como jugadores más destacados a Seppo Pyykkö, que en ese momento había jugado dieciséis partidos con su selección, y al delantero Juhani Himanka. En el estadio Raatti consiguió adelantarse con un cabezazo de Terry McDermott al minuto 15 del primer tiempo, pero el juego defensivo y centrado en la trampa del fuera de juego de los fineses logró manejar el resultado. Cuando faltaban diez para el final, el defensor Soini Puotiniemi anotó el empate y dejó el marcador 1-1.
Tras la paridad de visita, en Anfield Graeme Souness y Terry McDermott anotaron un triplete, que sumados a los tantos de Sammy Lee, Ray Kennedy, un doblete de David Fairclough y el descuento de Keith Armstrong definieron la serie y la clasificación a segunda ronda por un marcador de 10-1 y un global de 11-2. El Palloseura utilizó la misma táctica que en el encuentro anterior y a los jugadores del Liverpool le cobraron posición de adelanto en veinticinco ocasiones.
El siguiente rival fue el Aberdeen, club escocés ganador de la liga de su país y que era dirigido por Alex Ferguson, técnico que posteriormente sería conocido por dirigir al Manchester United. La ida se jugó en el estadio Pittodrie y Liverpool ganó por 1-0 gracias a su primera acción ofensiva. Ray Kennedy le quitó la pelota a Willie Miller en campo propio y se la entregó a Kenny Dalglish, que asistió a David Johnson por el interior. Luego Johnson realizó un pase en profundidad a Terry McDermott, que tras dejar avanzar un poco el balón batió al portero Jim Leighton con una vaselina. En Anfield el Aberdeen logró mantener el empate durante los primeros treinta minutos, pero un autogol del portero Leighton y un tanto de Phil Neal lo dejó con una desventaja de 2-0 en el primer tiempo. En la segunda mitad, Kenny Dalglish y Alan Hansen también anotaron y sellaron la serie con un global de 5-0.
En cuartos de final enfrentó al CSKA Sofia de Bulgaria, campeón de liga la temporada 1979-80. A diferencia de las dos llaves anteriores, el encuentro de ida jugó de local. En la primera mitad logró concretar dos ocasiones y se adelantó por 2-0. Graeme Souness anotó a los quince minutos tras una jugada armada por Alan Hansen y Kenny Dalglish, mientras que Sammy Lee convirtió tras recibir un despeje de Georgi Iliev casi al final del primer tiempo. Tras el descanso, Souness marcó el 3-0 con un disparo desde fuera del área tras una jugada individual de Steve Heighway, pero el CSKA Sofia descontó a través de Tsvetan Yonchev. Sin embargo, Terry McDermott hizo el cuarto y a diez minutos del final Souness consiguió el triplete y dejó el marcador 5-1. Con esta amplia ventaja fue al estadio Vasil Levski, donde a los diez minutos del partido David Johnson abrió la cuenta. A pesar de la diferencia de seis goles el CSKA Sofia tuvo varias ocasiones para marcar, e incluso Ray Clemence paró un penal de Plamen Markov al minuto 80. Con el resultado obtenido en Sofía el conjunto inglés aseguró su paso a semifinales con un global de 6-1.
Su último rival antes de la final fue el Bayern de Múnich, campeón de Alemania y tricampeón de la Copa de Europa en ese entonces. El primer partido de la eliminatoria se jugó en el estadio de Anfield y a pesar de intentarlo, el conjunto inglés no pudo superar a la defensa alemana, que utilizó un marcaje por zona que anuló su juego y que además contó con un buen desempeño del portero Walter Junghans. El encuentro finalizó 0-0 y la eliminatoria tuvo que definirse en la vuelta. Bayern no había perdido ningún partido en el Estadio Olímpico de Múnich durante el torneo y el Liverpool llegaba con algunas bajas. Además, a los nueve minutos del encuentro, Dalglish se lesionó del tobillo y tuvo que ser reemplazado. Entró en su reemplazo Howard Gayle, puntero de veintidós años que apenas había jugado con el primer equipo. El cambio de Bob Paisley resultó efectivo, ya que la velocidad de Gayle complicó a la defensa del Bayern hasta que tuvo que ser sustituido para evitar una posible expulsión por doble amarilla. La igualdad se mantuvo hasta casi el final del partido, cuando al minuto 83 un saque de Clemence llegó a los pies de Johnson, que entregó el balón a Ray Kennedy para que batiera a Junghans con un remate bajo a su palo derecho. Solo cuatro minutos después, un rechazo de cabeza de Colin Irwin tras un centro de Norbert Janzon fue recibido por Karl-Heinz Rummenigge, que batió a Clemence con un tiro raso a su palo derecho. El empate 1-1 se mantuvo hasta el final y resultó suficiente para clasificar a los ingleses a su tercera final gracias a la regla del gol de visitante.
| Fecha                                                                                        | Fase                     | Estadio                            | Local            | Resultado | Visitante        |
| -------------------------------------------------------------------------------------------- | ------------------------ | ---------------------------------- | ---------------- | --------- | ---------------- |
| 17 de septiembre de 1980                                                                     | Primera ronda Llave 2    | Estadio Raatti, Oulu               | Oulun Palloseura | 1–1       | Liverpool F. C.  |
| 1 de octubre de 1980                                                                         | Primera ronda Llave 2    | Anfield, Liverpool                 | Liverpool F. C.  | 10–1      | Oulun Palloseura |
| Liverpool F. C. clasificó a segunda ronda con un global de 11-2.                             |                          |                                    |                  |           |                  |
| 22 de octubre de 1980                                                                        | Segunda ronda Llave 1    | Pittodrie Stadium, Aberdeen        | Aberdeen F. C.   | 0-1       | Liverpool F. C.  |
| 5 de noviembre de 1980                                                                       | Segunda ronda Llave 1    | Anfield, Liverpool                 | Liverpool F. C.  | 4-0       | Aberdeen F. C.   |
| Liverpool F. C. clasificó a cuartos de final con un global de 5-0.                           |                          |                                    |                  |           |                  |
| 4 de marzo de 1981                                                                           | Cuartos de final Llave 1 | Anfield, Liverpool                 | Liverpool F. C.  | 5-1       | CSKA Sofia       |
| 18 de marzo de 1981                                                                          | Cuartos de final Llave 1 | Estadio Vasil Levski, Sofía        | CSKA Sofia       | 0-1       | Liverpool F. C.  |
| Liverpool F. C. clasificó a semifinales con un global de 6-1.                                |                          |                                    |                  |           |                  |
| 8 de abril de 1981                                                                           | Semifinales Llave 1      | Anfield, Liverpool                 | Liverpool F. C.  | 0 - 0     | Bayern de Múnich |
| 22 de abril de 1981                                                                          | Semifinales Llave 1      | Estadio Olímpico de Múnich, Múnich | Bayern de Múnich | 1 - 1     | Liverpool F. C.  |
| Liverpool F. C. clasificó a la final con un global de 1-1 por la regla del gol de visitante. |                          |                                    |                  |           |                  |

|  |                            |
|  | Triunfo de Liverpool F. C. |
|  | Empate.                    |
|  | Derrota de Liverpool F. C. |

### Real Madrid
El Real Madrid se clasificó tras ganar la Primera División de España durante la temporada 1979-80, y enfrentó en primera ronda al campeón de Irlanda y debutante en el torneo, el Limerick F. C.. El equipo español viajó confiado a Dublín tras vencer por 7-1 al Athletic de Bilbao en la liga local, pero el trámite del partido resultó más complicado y tuvieron que remontar tras la apertura de la cuenta por parte de Des Kennedy a los 52 minutos tras ganar un cabezazo a Ricardo Gallego. Sin embargo, un gol de penal de Juanito emparejó las acciones y Francisco Pineda puso el 2-1 a cuatro minutos del final. En el Santiago Bernabéu el Madrid controló las acciones, pero el primer tiempo solo acabó 2-1 tras las anotaciones de Santillana y de Juanito, además del descuento de Kennedy. En la segunda parte Ángel estiró la diferencia tras marcar de globito, para finalmente quedar sellado el marcador en 5-1 con los tantos de Laurie Cunningham y de Pineda.
En la siguiente fase su rival fue el Budapest Honvéd, ganador de la NB1 húngara la temporada anterior. El encuentro de ida se jugó en España y permitió al equipo madrileño dejar atrás las derrotas que había sufrido en La Liga ante el R. C. D. Espanyol y el Valencia de visita, aunque solo obtuvo una ventaja de 1-0 tras un cabezazo de Santillana. Para la vuelta, jugada en el estadio József Bozsik, el Madrid logró manejar las acciones gracias al cambio de posición de Ulrich Stielike, que en esa ocasión jugó como líbero y pudo cortar efectivamente el ataque del equipo húngaro. Finalmente, el cotejo terminó 2-0 tras los tantos de Cunningham y de García Hernández, lo que definió el paso a cuartos de final por 3-0.
El enfrentamiento contra el Spartak de Moscú trajo a un equipo soviético falto de ritmo debido a que todavía se encontraba en pretemporada. Además, el invierno de Moscú obligó a que el encuentro se disputara en el estadio Borís Paichadze en vez del Olímpico Luzhnikí, donde el Spartak solía jugar de local. Más allá de esto, el encuentro terminó 0-0, con las mejores ocasiones para ambas equipos durante el primer tiempo. El Real Madrid tuvo que definir de local su paso a las semifinales, con un Spartak de Moscú que generó buenas ocasiones de gol a través del contragolpe, lo que obligó a las atajadas del portero García Remón. El ingreso en el segundo tiempo de Isidro Díaz por Vicente del Bosque cambió el curso del encuentro, ya que anotó un doblete que aseguró la clasificación y el enfrentamiento contra el Inter de Milán.
Los equipos llegaron al encuentro en el Bernabéu en situaciones muy distintas. El Real Madrid había conseguido durante el último mes remontar la ventaja que le sacaba el Atlético de Madrid en La Liga y ubicarse a solo un punto de distancia. En cambio, Inter perdió por 2-1 contra el Bologna en el partido anterior a las semifinales y había caído a la 4.ª posición de la Serie A. El día del partido, finalmente los españoles se impusieron por 2-0 con goles de Santillana a los 29 minutos y de Juanito casi al principio del segundo tiempo, lo que obligó al equipo italiano a convertir al menos dos tantos en el Giuseppe Meazza para forzar el tiempo extra. Sin embargo, en la vuelta solo consiguió marcar un gol Graziano Bini durante el segundo tiempo, lo que no fue suficiente para evitar la clasificación del Real a su novena final en el torneo tras vencer en el marcador global por 2-1.
| Fecha                                                          | Fase                     | Estadio                           | Local            | Resultado | Visitante        |
| -------------------------------------------------------------- | ------------------------ | --------------------------------- | ---------------- | --------- | ---------------- |
| 17 de septiembre de 1980                                       | Primera ronda Llave 11   | Lansdowne Road, Dublín            | Limerick         | 1–2       | Real Madrid      |
| 1 de octubre de 1980                                           | Primera ronda Llave 11   | Estadio Santiago Bernabéu, Madrid | Real Madrid      | 5–1       | Limerick         |
| Real Madrid clasificó a segunda ronda con un global de 7-2.    |                          |                                   |                  |           |                  |
| 22 de octubre de 1980                                          | Segunda ronda Llave 6    | Santiago Bernabéu, Madrid         | Real Madrid      | 1-0       | Honvéd           |
| 5 de noviembre de 1980                                         | Segunda ronda Llave 6    | Estadio del Pueblo, Budapest      | Honvéd           | 0-2       | Real Madrid      |
| Real Madrid clasificó a cuartos de final con un global de 3-0. |                          |                                   |                  |           |                  |
| 4 de marzo de 1981                                             | Cuartos de final Llave 3 | Estadio Borís Paichadze, Tiflis   | Spartak de Moscú | 0-0       | Real Madrid      |
| 18 de marzo de 1981                                            | Cuartos de final Llave 3 | Santiago Bernabéu, Madrid         | Real Madrid      | 2-0       | Spartak de Moscú |
| Real Madrid clasificó a semifinales con un global de 2-0.      |                          |                                   |                  |           |                  |
| 8 de abril de 1981                                             | Semifinales Llave 2      | Santiago Bernabéu, Madrid         | Real Madrid      | 2-0       | Inter de Milán   |
| 22 de abril de 1981                                            | Semifinales Llave 2      | Giuseppe Meazza, Milán            | Inter de Milán   | 1-0       | Real Madrid      |
| Real Madrid clasificó a la final con un global de 2-1.         |                          |                                   |                  |           |                  |

|  |                         |
|  | Triunfo del Real Madrid |
|  | Empate.                 |
|  | Derrota del Real Madrid |

## Partido

### Previa
Antes de este encuentro Liverpool había conseguido en dos ocasiones el torneo, en la temporada 1976-77 tras superar por 3-1 al Borussia Mönchengladbach y en 1977-78 luego de vencer por la mínima al Club Brujas. Real Madrid, por su parte, dominó la Copa de Europa durante sus primeros años y la ganó en sus primeras cinco versiones: 1955-56, 1956-57, 1957-58, 1958-59 y 1959-60. Durante la década de 1960 alcanzó en otras tres ocasiones la final, pero en 1962 perdió contra el Benfica y en 1964 contra el Inter de Milán. La última vez que la disputó, en 1966, venció al F. K. Partizán por 2-1 y se quedó con el trofeo original en sus vitrinas.
Al principio de la temporada 1980-81 el Liverpool obtuvo su 8.º título de la Charity Shield tras vencer al ganador de la FA Cup 1979–80, el West Ham United, por 1-0. En la First Division, sin embargo, solo logró el 5.º puesto tras ganar el último partido contra el Manchester City por 1-0, ocho días antes de enfrentar al Madrid. Además, en la FA Cup 1980–81 fue eliminado en cuarta ronda por el Everton. También ganó por primera vez la Copa de la Liga tras vencer por 2-1 al West Ham en un partido de desempate.
Real Madrid terminó 2.º en la Primera División de España 1980-81 tras disputar durante las últimas jornadas la liga con la Real Sociedad. En la última fecha ganó su encuentro contra el Vallalolid, pero el equipo donostiarra empató su partido con el Sporting Gijón y lo igualó en puntaje, por lo que resultó campeón al lograr mejores resultados en los enfrentamientos entre ambos. Antes de la final de la Copa de Europa el Real Madrid aún jugaba la Copa del Rey, y a siete días del encuentro empató 1-1 contra el Sporting Gijón por la ida de los cuartos de final. La vuelta la jugó después de enfrentar al Liverpool y la perdió en el Bernabéu por 2-3, por lo que cerró la temporada sin títulos.
Los dos clubes tenían dudas del once inicial que utilizarían. En Liverpool, Kenny Dalglish había sufrido una lesión en la semifinal de vuelta contra el Bayern y Alan Kennedy había estado seis semanas fuera por una rotura de muñeca. A pesar de lo anterior, ambos volaron a París y fueron titulares. Por parte del Real Madrid, Laurie Cunningham había sido excluido del primer equipo desde noviembre del año anterior mientras se recuperaba de una operación en el pie. Doce días antes de la final volvió a jugar y anotó un gol en un encuentro de homenaje a Pirri entre el Madrid y la selección española.

### Resumen

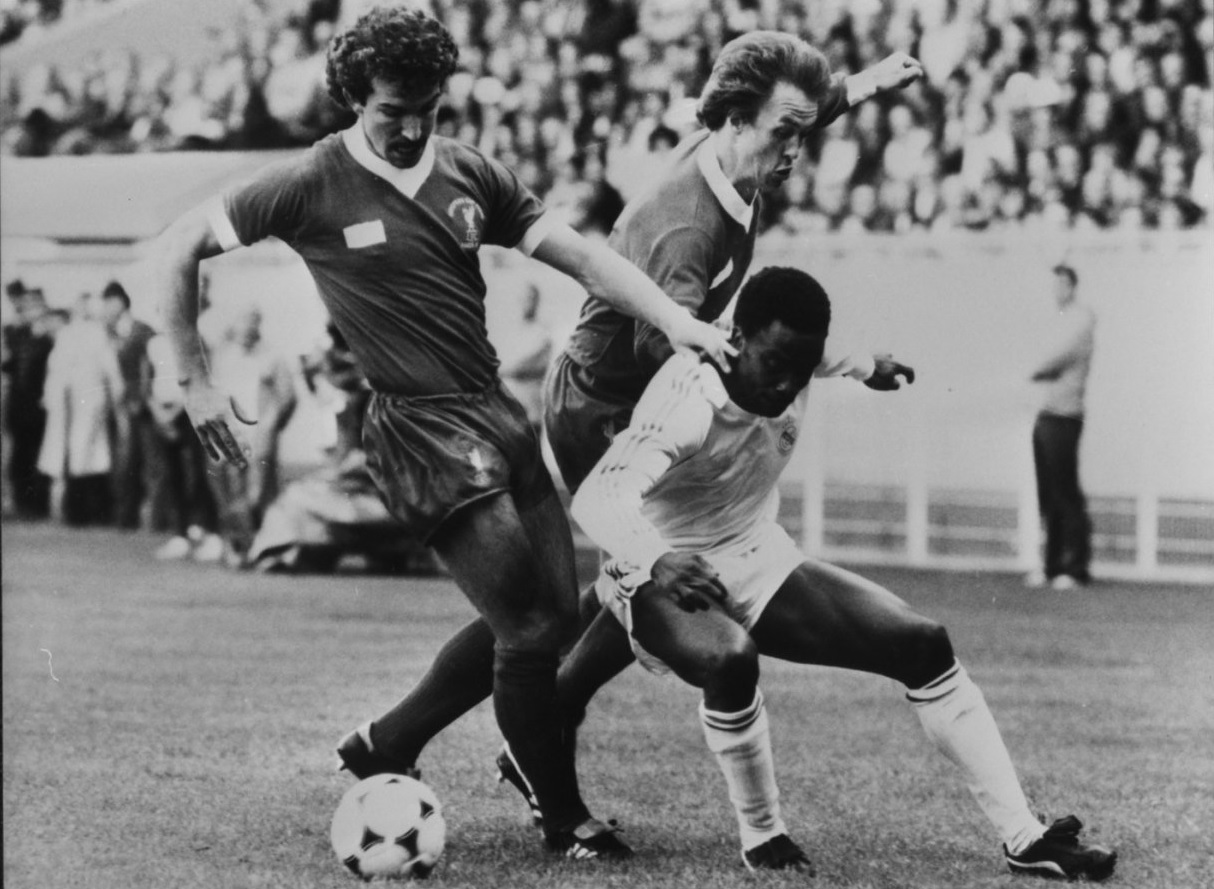
La final resultó un encuentro reñido y con pocas oportunidades para ambos equipos. En la imagen, Graeme Souness y Phil Neal del Liverpool intentan ganarle el balón a Laurie Cunningham del Real Madrid.

Liverpool manejó los primeros minutos del encuentro. Su primera ocasión la tuvo al minuto 11 con un tiro desde 27 metros de Alan Kennedy que tuvo que ser tapado por el portero Agustín. Tuvieron más opciones, pero ni Terry McDermott ni Kenny Dalglish fueron capaces de concretarlas. Tras esto el Madrid comenzó a influir más en el juego, y los pases de Juanito generaron problemas a la defensa. Uno de ellos fue recibido por Camacho, que evadió a Alan Hansen y remató, pero su tiro se fue ancho. A pesar de contar con una oportunidad de convertir, el Madrid tuvo problemas para sacar el máximo rendimiento de su extremo, Laurie Cunningham. No estaba en buen estado físico y la fuerte marca del equipo inglés hizo que tuviera poco impacto en el partido.
Antes del entretiempo Liverpool tuvo la opción de irse arriba en el marcador. Phil Neal avanzó por el lado derecho del campo y se la entregó a Dalglish, este asistió a Graeme Souness, quien llegó al balón antes que la defensa del Madrid y cuyo disparo fue atrapado por Agustín en segunda instancia. En el segundo tiempo el Madrid tuvo la primera opción de anotar. La defensa se confundió con una supuesta posición de adelanto de Cunningham y permitió el avance libre de Camacho. Ray Clemence salió a tapar el avance del jugador madridista al borde de la línea de portería, lo que permitió que Camacho intentara anotar con un globo, pero el tiro salió por arriba del arco.
Ambos equipos anularon mutuamente la estrategia del otro para el encuentro: el Madrid mantuvo un ritmo de juego lento mezclado con algunos momentos de avances veloces, mientras que el Liverpool prefirió aproximaciones graduales, mantener la posesión del balón y aprovechar a sus extremos.   Otro factor que anuló el esquema de ambos fue la marca ejercida: mientras que el Real prefirió centrarla en los mejores jugadores del equipo inglés, como Dalglish o Soulness, Liverpool utilizó al defensor más cercano para enfrentar al futbolista que tuviera la pelota en ese momento.
A pesar de lo anterior, el Liverpool abrió el marcador a los 81 minutos. Ray Kennedy realizó un saque de banda largo que fue recibido por Alan Kennedy, cuya corrida por el sector izquierdo pilló desprevenida a la defensa del Madrid. Kennedy pasó al defensor Rafael García Cortés en el área y remató para adelantar al club inglés. Poco después, el mediocampista Jimmy Case salió en reemplazo de Dalglish para ganar el encuentro, y antes de acabar hubo algunas oportunidades de aumentar la ventaja, pero las atajadas del portero Agustín mantuvieron al Real. Finalmente el marcador se mantuvo en el 1-0 y Liverpool obtuvo su tercera Copa de Europa, hecho que por primera vez conseguía un equipo inglés. El triunfo además significó que por primera un entrenador, Bob Paisley, conseguía el campeonato en tres ocasiones.
| 1          | POR        | Ray Clemence    |     |
| 2          | DEF        | Phil Neal       |     |
| 3          | DEF        | Alan Kennedy    |     |
| 4          | DEF        | Phil Thompson   |     |
| 6          | DEF        | Alan Hansen     |     |
| 5          | MED        | Ray Kennedy     |     |
| 8          | MED        | Sammy Lee       |     |
| 10         | MED        | Terry McDermott |     |
| 11         | MED        | Graeme Souness  |     |
| 7          | DEL        | Kenny Dalglish  | 87' |
| 9          | DEL        | David Johnson   |     |
| Entrenador | Entrenador | Bob Paisley     |     |

| 1          | POR        | Agustín Rodríguez      |     |
| 2          | DEF        | Rafael García Cortés   | 87' |
| 5          | DEF        | Andrés Sabido Martín   |     |
| 10         | DEF        | Antonio García Navajas |     |
| 3          | DEF        | José Antonio Camacho   |     |
| 6          | MED        | Vicente Del Bosque     |     |
| 8          | MED        | Ángel de los Santos    |     |
| 4          | MED        | Uli Stielike           |     |
| 7          | DEL        | Juanito                |     |
| 9          | DEL        | Carlos Santillana      |     |
| 11         | DEL        | Laurie Cunningham      |     |
| Entrenador | Entrenador | Vujadin Boškov         |     |

| 12 | MED | Jimmy Case | 87' |

| 16 | DEL | Francisco Pineda | 87' |

| Anotado | 82' | Alan Kennedy | 1-0 |

| Árbitro | Károly Palotai |

| 1          | POR        | Ray Clemence    |     |
| 2          | DEF        | Phil Neal       |     |
| 3          | DEF        | Alan Kennedy    |     |
| 4          | DEF        | Phil Thompson   |     |
| 6          | DEF        | Alan Hansen     |     |
| 5          | MED        | Ray Kennedy     |     |
| 8          | MED        | Sammy Lee       |     |
| 10         | MED        | Terry McDermott |     |
| 11         | MED        | Graeme Souness  |     |
| 7          | DEL        | Kenny Dalglish  | 87' |
| 9          | DEL        | David Johnson   |     |
| Entrenador | Entrenador | Bob Paisley     |     |

| 1          | POR        | Agustín Rodríguez      |     |
| 2          | DEF        | Rafael García Cortés   | 87' |
| 5          | DEF        | Andrés Sabido Martín   |     |
| 10         | DEF        | Antonio García Navajas |     |
| 3          | DEF        | José Antonio Camacho   |     |
| 6          | MED        | Vicente Del Bosque     |     |
| 8          | MED        | Ángel de los Santos    |     |
| 4          | MED        | Uli Stielike           |     |
| 7          | DEL        | Juanito                |     |
| 9          | DEL        | Carlos Santillana      |     |
| 11         | DEL        | Laurie Cunningham      |     |
| Entrenador | Entrenador | Vujadin Boškov         |     |

| 12 | MED | Jimmy Case | 87' |

| 16 | DEL | Francisco Pineda | 87' |

| Anotado | 82' | Alan Kennedy | 1-0 |

| Árbitro | Károly Palotai |

|                                     |
| Bandera de Inglaterra               |
| Campeón Liverpool F. C. 3.er título |

## Post-partido
Tanto los medios ingleses como españoles consideraron que había sido un encuentro parejo, con pocas oportunidades y no muy vistoso, pero que había tenido como justo vencedor al cuadro inglés. El País de España dijo que «no hubo superioridad manifiesta por parte de los ingleses, pero en el cómputo total contrajeron mayores méritos». Jesús Fragoso del Toro, en una crónica para el diario Marca, fue crítico con el juego del Real Madrid y consideró que el Liverpool había sido justo vencedor, aunque mencionó que «no había que vestir plumajes de colores para mostrarse mejor que los blancos». En Inglaterra destacaron principalmente el récord obtenido por Bob Paisley y el mejor juego del Liverpool en el partido, aunque también alabaron el desempeño de Juanito. The Guardian explicó la victoria del equipo inglés por su «vasta experiencia en la competición continental», mientras que «el Real, a pesar de su gran tradición en la copa, se mostró débil, especialmente en defensa».
El triunfo del Liverpool consolidó el dominio inglés en la competición entre 1977 y 1984. Además, Bob Paisley se convirtió en el primer técnico en conseguir el torneo en tres ocasiones, récord que posteriormente igualaría Carlo Ancelotti y Zinedine Zidane. El subcampeonato obtenido por los españoles fue el mayor éxito obtenido por el Madrid de los García, que conformado principalmente por canteranos había logrado que el Real regresara a una final de la Copa de Europa tras quince años. El equipo tuvo que esperar hasta 1998 para conseguir su séptimo título en el torneo tras superar en la instancia decisiva a la Juventus por 1-0.
| Predecesor: 1979-80 | Final de la Copa de Campeones de Europa 1980-81 | Sucesor: 1981-82 |